# Moissac
 Moissac  es una comuna y localidad de Francia, en la región de Occitania, departamento de Tarn y Garona, en el distrito de Castelsarrasin. Es cabecera del cantón homónimo y su población en el censo de 1999 era de 12 321 habitantes.

## Demografía
Su población en el censo de 1999 era de 12 321 habitantes (5709 en Moissac 1 y 6612 en Moissac 2). La aglomeración urbana (agglomération urbaine) se limita a la propia comuna. Está integrada en la Communauté de communes Castelsarrasin-Moissac .
| 10 618 | 10 035 | 10 331 | 9 927 | 10 762 | 10 618 | 10 724 | 10 655 | 10 290 | 10 445 | 9 661 | 9 036 | 9 137 | 9 202 | 9 232 | 8 797 | 8 769 | 8 407 | 8 218 | 8 137 | 7 219 | 7 435 | 7 814 | 8 105 | 9 181 | 9 145 | 10 274 | 11 856 | 11 826 | 11 184 | 11 971 | 12 321 | 12 290 |
| Para los censos de 1962 a 1999 la población legal corresponde a la población sin duplicidades (Fuente: INSEE [Consultar]) |        |        |       |        |        |        |        |        |        |       |       |       |       |       |       |       |       |       |       |       |       |       |       |       |       |        |        |        |        |        |        |        |

## Patrimonio

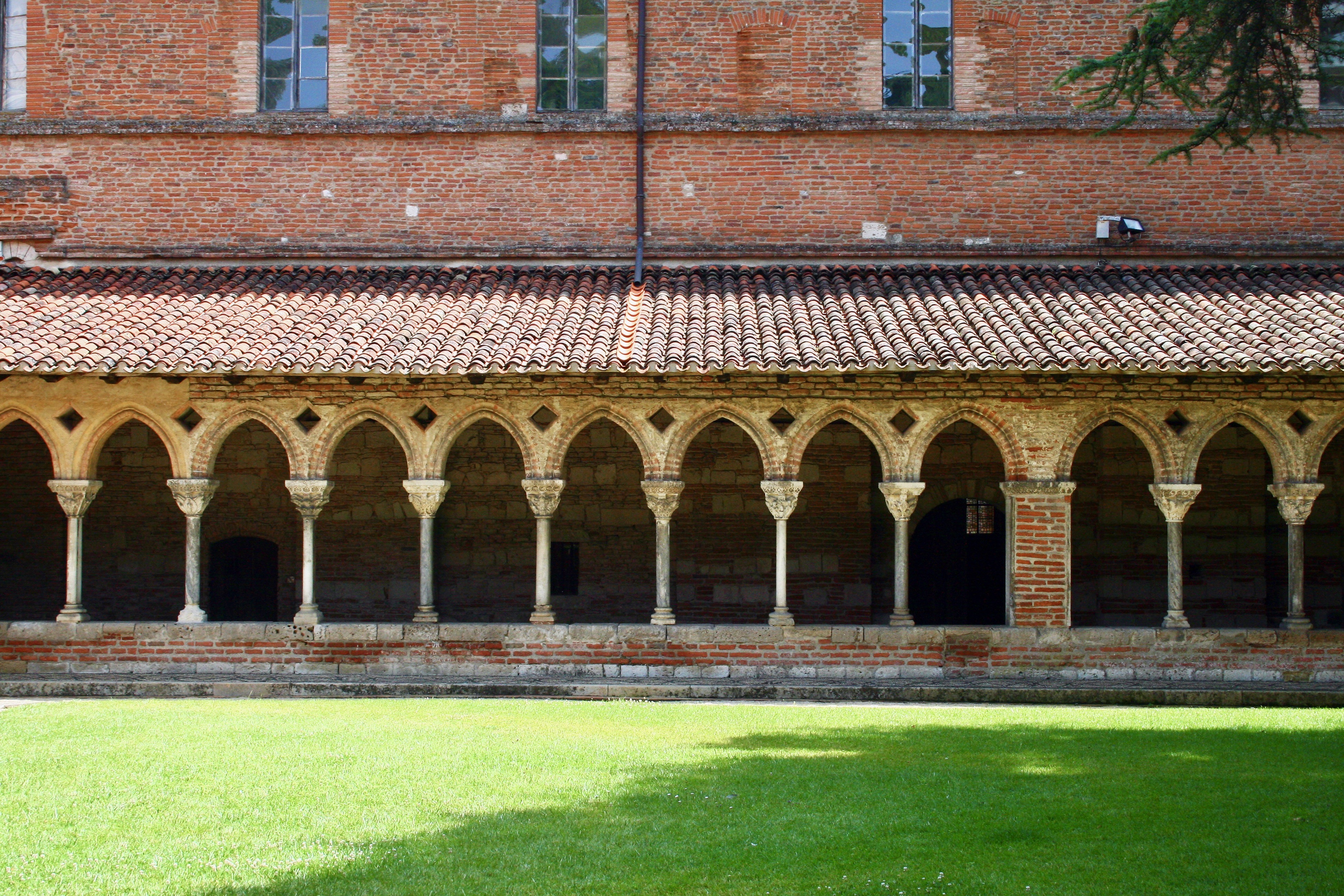
Claustro de la abadía de San Pedro de Moissac

- Abadía de San Pedro de Moissac. La iglesia de San Pedro es una antigua iglesia abacial con portal de 1130, una de las obras maestras de la escultura románica. Claustro de finales del siglo XI, uno de los mejor conservados del Occidente cristiano.
- Puente-canal del Cacor. Con una longitud de 356 m, al este de Moissac, permite al canal lateral del Garona franquear el Tarn.
- Canal lateral del Garona, que atraviesa los departamentos de Lot-et-Garonne y de Tarn-et-Garonne, construido en 1847, de una longitud 183 km. Tiene su origen en Toulouse y termina en Castets-en-Dorthe. Prolongaba el canal del Midi que existía entre Montpellier y Toulouse. Sirve hoy más al turismo que al transporte fluvial de mercancías.